# Włostowice
Włostowice [pronunciación en polaco: /vwɔstɔˈvit͡sɛ/] es un pueblo ubicado en el distrito administrativo de Gmina Piątek, dentro del Distrito de Łęczyca, Voivodato de Łódź, en Polonia central. Se encuentra aproximadamente a 6 kilómetros al norte de Piątek, a 21 kilómetros al este de Łęczyca, y a 37 kilómetros al norte de la capital regional Łódź.